# Bosnië en Herzegovina op de Olympische Winterspelen 2002
Tijdens de Olympische Winterspelen van 2002 die in Salt Lake City werden gehouden nam Bosnië en Herzegovina deel met 2 alpineskiërs. Er werden geen medailles verdiend.

## Deelnemers en resultaten
(m) = mannen, (v) = vrouwen 

### Alpineskiën
| Olympiër          | Discipline       | Resultaat | Prestatie                                               |
| ----------------- | ---------------- | --------- | ------------------------------------------------------- |
| Enis Bećirbegović | reuzenslalom (m) | DNF-2     | run 1: 1.17,56 run 2: opgave                            |
| Tahir Bisić       | reuzenslalom (m) | 44e       | run 1: 1.18,96 run 2: 1.17,21 totaal: 2.36,17 (+ 12,89) |
| Tahir Bisić       | slalom (m)       | 29e       | run 1: 57,55 run 2: 1.00,17 totaal: 1.57,72 (+ 16,66)   |
| Tahir Bisić       | combinatie (m)   | DNF-s1    | afdaling: 1.48,68 slalom: run 1: opgave                 |

Amerikaanse Maagdeneilanden · Andorra · Argentinië · Armenië · Australië · Azerbeidzjan · België · Bermuda · Bosnië en Herzegovina · Brazilië · Bulgarije · Canada · Chili · China · Chinees Taipei · Costa Rica · Cyprus · Denemarken · Duitsland · Estland · Fiji · Finland · Frankrijk · Georgië · Griekenland · Groot-Brittannië · Hongarije · Hongkong · Ierland · IJsland · India · Iran · Israël · Italië · Jamaica · Japan · Joegoslavië · Kameroen · Kazachstan · Kenia · Kirgizië · Kroatië · Letland · Libanon · Liechtenstein · Litouwen · Macedonië · Mexico · Moldavië · Monaco · Mongolië · Nederland · Nepal · Nieuw-Zeeland · Noorwegen · Oekraïne · Oezbekistan · Oostenrijk · Polen · Roemenië · Rusland · San Marino · Slovenië · Slowakije · Spanje · Tadzjikistan · Thailand · Trinidad en Tobago · Tsjechië · Turkije · Venezuela · Verenigde Staten · Wit-Rusland · Zuid-Afrika · Zuid-Korea · Zweden · Zwitserland

Uitgesloten van deelname: Puerto Rico